# Windsor Heights (Virginia Occidental)
Windsor Heights es una villa ubicada en el condado de Brooke en el estado estadounidense de Virginia Occidental. En el Censo de 2010 tenía una población de 423 habitantes y una densidad poblacional de 1.142,11 personas por km².

## Geografía
Windsor Heights se encuentra ubicada en las coordenadas 40°11′29″N 80°39′53″O / 40.19139, -80.66472. Según la Oficina del Censo de los Estados Unidos, Windsor Heights tiene una superficie total de 0.37 km², de la cual 0.37 km² corresponden a tierra firme y (0%) 0 km² es agua.

## Demografía
Según el censo de 2010, había 423 personas residiendo en Windsor Heights. La densidad de población era de 1.142,11 hab./km². De los 423 habitantes, Windsor Heights estaba compuesto por el 99.53% blancos, el 0.47% eran afroamericanos, el 0% eran amerindios, el 0% eran asiáticos, el 0% eran isleños del Pacífico, el 0% eran de otras razas y el 0% pertenecían a dos o más razas. Del total de la población el 0% eran hispanos o latinos de cualquier raza.